# ジギトキシゲニン
ジギトキシゲニン(digitoxigenin)は、ジギトキシンの加水分解により得られるカルデノライドで（ジギトキシンを水、アルコール、塩酸の混合溶液中で還流させる）、ジギトキシンのアグリコンである。